# Betty Batham
Elizabeth Joan Batham (* 2. Dezember 1917 in Dunedin, Neuseeland; † 8. Juli 1974 in Seatoun, Neuseeland) war eine neuseeländische Meeresbiologin und Hochschullehrerin. Sie war 23 Jahre lang Direktorin des Portobello Marine Laboratory (PML) und die erste Frau, die eine Auszeichnung der Royal Society of New Zealand erhielt.

## Leben und Werk
Batham war die Tochter des Elektroingenieurs Guy Symonds Meacham Batham und seiner Frau Ethel Mary Gibbs. Sie war verwandt mit dem Naturforscher Frederick Giles Gibbs, dem Richter und Kanzler der University of New Zealand David Stanley Smith und dem Anthropologen Henry Devenish Skinner.
Sie besuchte das Archerfield College, eine Privatschule für Mädchen. An der University of Otago begann sie 1933 ein Studium in Englisch und Hauswissenschaften und 1936 ein naturwissenschaftliches Studium. Sie schloss 1940 ihr Studium in Botanik und 1941 in Zoologie mit Auszeichnung ab und erhielt Preise in Zoologie und experimentellen Wissenschaften. Nach einem Jahr in Wellington als Demonstratorin für Zoologie am Victoria University College kehrte sie nach Otago zurück, um sich mit der Erforschung von Hydatiden zu befassen. Der Zweite Weltkrieg verzögerte die Aufnahme eines Shirtcliffe-Stipendiums, das ihr 1943 für ein Auslandsstudium gewährt wurde. Sie forschte an Hydatiden und lehrte nebenberuflich Physiologie und Botanik. In ihrer Freizeit beschäftigte sie sich mit Meeresbiologie in Form von Planktonstudien in der Fischbrutstätte in Portobello (Neuseeland).
In England führte Batham ab Ende 1945 unter Carl Frederick Abel Pantin sowohl an der University of Cambridge als auch im Plymouth-Labor der Marine Biological Association des Vereinigten Königreichs experimentelle Arbeiten an Seeanemonen durch. In ihrem letzten Jahr wurde sie durch ein Senior Fellowship der International Federation of University Women unterstützt. Nachdem sie 1948 in Cambridge promoviert hatte, war sie weiterhin Pantins wissenschaftliche Mitarbeiterin.
Im September 1950 kehrte sie nach Dunedin zurück, um die Wiederbelebung der alten Marinestation in Portobello zu überwachen, die von der Universität übernommen werden sollte. Nach dem Weggang des Physiologen und späteren Nobelpreisträgers John Carew Eccles, der ein Verfechters des Meeresstationsprojektes war, erfolgte keine universitätsinterne Unterstützung mehr. Die Marinestation wurde als Konkurrent um wertvolle Ressourcen angesehen, nur die Fakultätsabteilungen der medizinischen Fakultät leisteten weiterhin Unterstützung. 1951 übernahm die University of Otago den Standort als Portobello Marine Biological Station mit Batham als Direktorin. Verfallene Gebäude wurden 1954 renoviert und 1961 ersetzt. Die Straßenanbindung wurde 1956 ausgebaut und 1966 ein eigens dafür gebautes Forschungsschiff, die RV Munida, in Dienst gestellt. Bevor die Zufahrtsstraße ausgebaut wurde, erreichte Batham die abgelegene Meeresstation häufig mit dem Kanu oder zu Fuß und transportierte Lebensmittel, Post, Bibliotheksbeschaffungen und wissenschaftliche Ausrüstung. Mit zunehmender Etablierung der Station hatte sie mehr Zeit für ihre wissenschaftliche Arbeit.
Batham war Mitglied des New Zealand Oceanographic Committee und nahm 1952 an der dänischen Galathea-Expedition teil und war Mitglied der Chatham-Islands-1954-Expedition. Sie veröffentlichte über die Ökologie der felsigen Küsten in Dunedin und im Doubtful Sound sowie die Ökologie des Meeresbodens.
Batham wurde 1962 zum Fellow der Royal Society of New Zealand gewählt. 1966 war sie Präsidentin der New Zealand Marine Sciences Society. 1960 wurde sie zum Senior Lecturer und 1967 zum Reader befördert. Mit über 50 Jahren qualifizierte sie sich als Taucherin. Batham heiratete nie und lebte später mit ihrem verwitweten Vater in dem gemeinsam gebauten Ferienhaus am Lake Hāwea, wo sie einheimische Pflanzen sammelte und kultivierte.
Batham richtete am Portobello Marine Laboratory eine Kartensammlung ein, um den Überblick über die vielen gefundenen Arten zu behalten, während sie die Meereslebensräume im Süden Neuseelands beschrieb. Die Karten enthalten teilweise Hinweise zur Identifizierung jeder Art sowie Informationen zur Artenverteilung, Häufigkeit und Biologie. Sie illustrierte viele davon mit Bleistift, Wasserfarbe oder mit Schwarzweißfotos.
Im Februar 1974 gab sie wegen ihres schlechten Gesundheitszustandes widerwillig die Leitung der Marinestation auf und nahm Studienurlaub an der Victoria University of Wellington. Sie kehrte nie nach Otago zurück. Anfang Juli 1974 wurde ihr Auto verlassen in der Nähe der Küste von Seatoun gefunden. Später wurde vermutet, dass sie am oder um den 8. Juli 1974 vor Seatoun ertrunken war.

## Ehrungen (Auswahl)

Holotyp von Eatoniella (Cerostraca) bathamae (heutiger Name Eatoniella bathamae)

- 1947: Hamilton Award der Royal Society of New Zealand[4]
- 1962: Fellow der Royal Society of New Zealand
- 1965: der Malakologe Winston F. Ponder benannte die Schneckenart Eatoniella bathamae nach Batham, als Dank für ihre Unterstützung während Ponders Aufenthalt im Portobello Marine Laboratory
- 2004: der Elizabeth-Batham-Preis für Meereswissenschaften wird von der Abteilung für Meereswissenschaften der University of Otago eingerichtet
- 2017: 150 Women in 150 Words der Royal Society Te Apārangi[5]
- 2019: Ozeangleiter Betty des Hawke’s Bay Regional Council wurde ihr zu Ehren benannt